# بنجامين راسيل
بنجامين راسيل هو محامي وقاضي وسياسي كندي، ولد في 10 يناير 1849 في دارتموث في كندا، وتوفي في 20 سبتمبر 1935 في كندا. حزبياً، نشط في الحزب الليبرالي الكندي. وقد انتخب عضو مجلس العموم الكندي عن دائرة Hants (federal electoral district) ‏ (6 فبراير 1901 – 29 سبتمبر 1904) وانتخب عضو مجلس العموم الكندي عن دائرة هاليفاكس ‏ (23 يونيو 1896 – ).